# Myrtensläktet

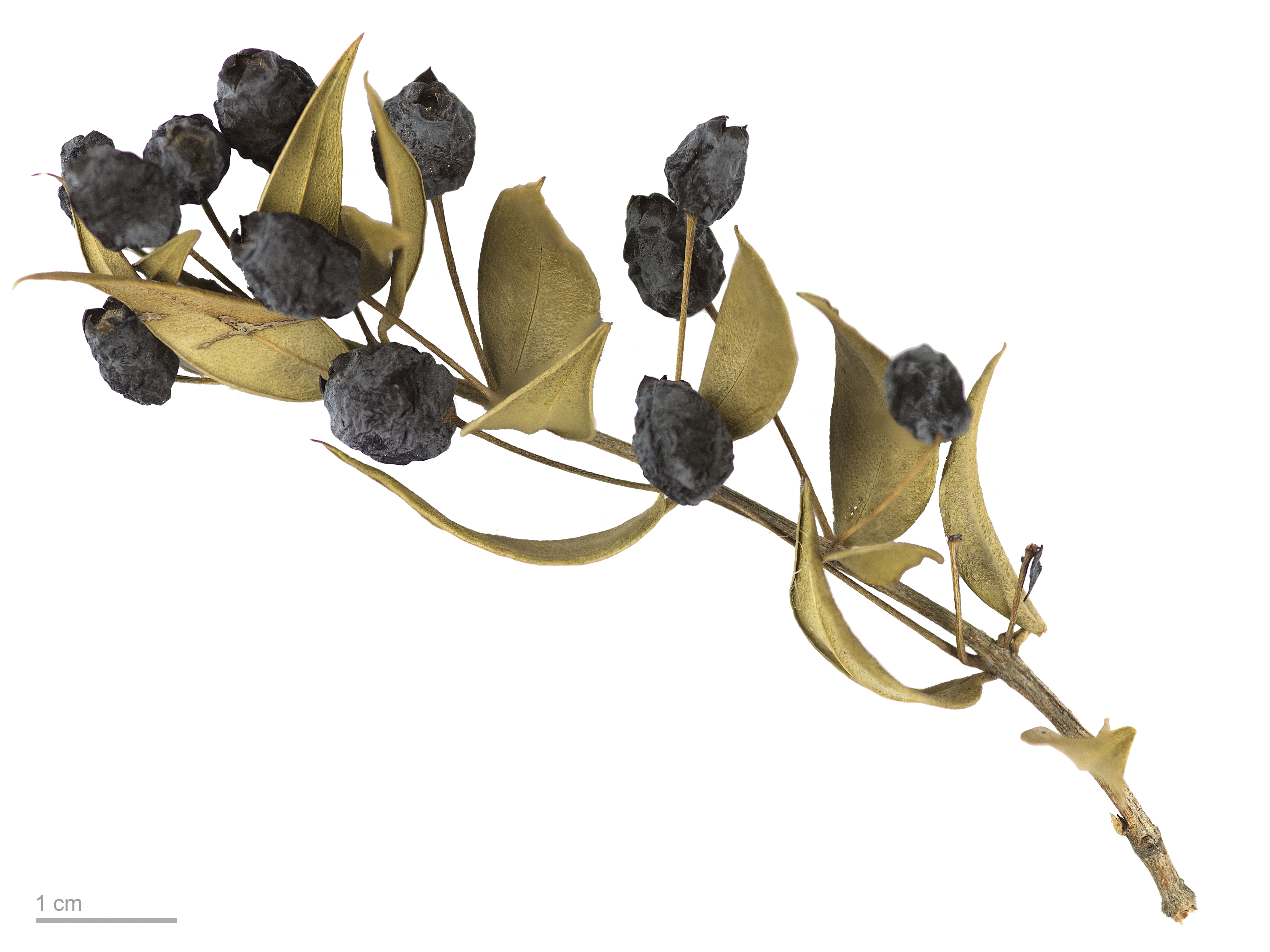
Myrtus communis

Myrtensläktet (Myrtus) är ett blommande växtsläkte med två arter i familjen myrtenväxter. De är städsegröna buskar eller små träd som kan bli 5 meter höga. Bladen är 3-5 cm långa och aromatiska. Blommorna är vita och har fem kronblad. De pollineras av insekter och fröna sprids av fåglar som äter bären.
Blommorna kan användas i potpurrier, bladen används färska eller torkade som krydda och bären kan användas till likör. Oljan används till parfymer.
Arten myrten (M. communis) är vanlig i medelhavsområdet och är även den vanligaste art som påträffas odlad. afrikansk myrten (M. nivellei) förekommer vild i norra Afrika. 
Myrten förknippades med Afrodite och Venus och därför används den fortfarande vid bröllop. Brudkronor kan tillverkas av myrtenkvistar.